# Колото-резаная рана
Ко́лото-ре́заные ра́ны имеют относительно небольшую зону поражения, однако достаточно большую глубину. Чаще бывают угловидной или щелевидной формы, острые (или острый, в зависимости от орудия ранения) концы и ровные края.
Причиняется клинком с одним острым лезвием, или двумя. Сочетает признаки колотых и резаных ран.

## Тяжесть ранений
Колото-резаная рана (нож, кинжал и т. п.) имеет большее травматическое воздействие, чем колотая рана (заточка, шило и т. п.) и уступает огнестрельным и осколочным ранениям.
Опасность представляет при поражении сердца и крупных кровеносных сосудов и паренхиматозных внутренних органов, таких как: печень, почки, селезёнка и т. п., а также полых органов, ввиду развития кровотечения. В отличие от огнестрельных и осколочных ранений, колото-резанные раны не имеют наличия зоны мёртвых тканей вокруг раневого канала, это в свою очередь значительно снижает развитие инфекционных процессов, что в прочем не исключает их вовсе, например, при проникающих ранениях живота высок шанс развития перитонита вследствие повреждения стенки кишечника, а также попадания бактерий из кишечника в кровяное русло, что может вызвать также заражение крови. Иногда нож или другой колюще-режущий предмет может быть загрязнён или быть ржавым, что значительно повышает шанс развития заражения.

## Различия

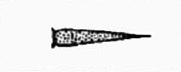
Внешний вид колото-резаной раны от ножа

Ножевые раны, как правило, имеют один острый конец. Раны, нанесённые кинжалом, как правило, имеют оба острых конца, резкое сужение по краям и более глубокую рану. Раны, нанесённые копьём — широкие и очень глубокие (даже сквозные). Колотые раны, нанесённые мечом — очень широкие и глубокие.

## Первая помощь
Наибольшую опасность при колото-резанных ранениях представляет кровотечение. Соответственно первым делом нужно его остановить (или хотя бы замедлить). Для этого осуществляется комплекс мер по временной остановке кровотечения. Далее пострадавший должен быть максимально быстро доставлен в лечебное учреждение.